# Helen Greiner

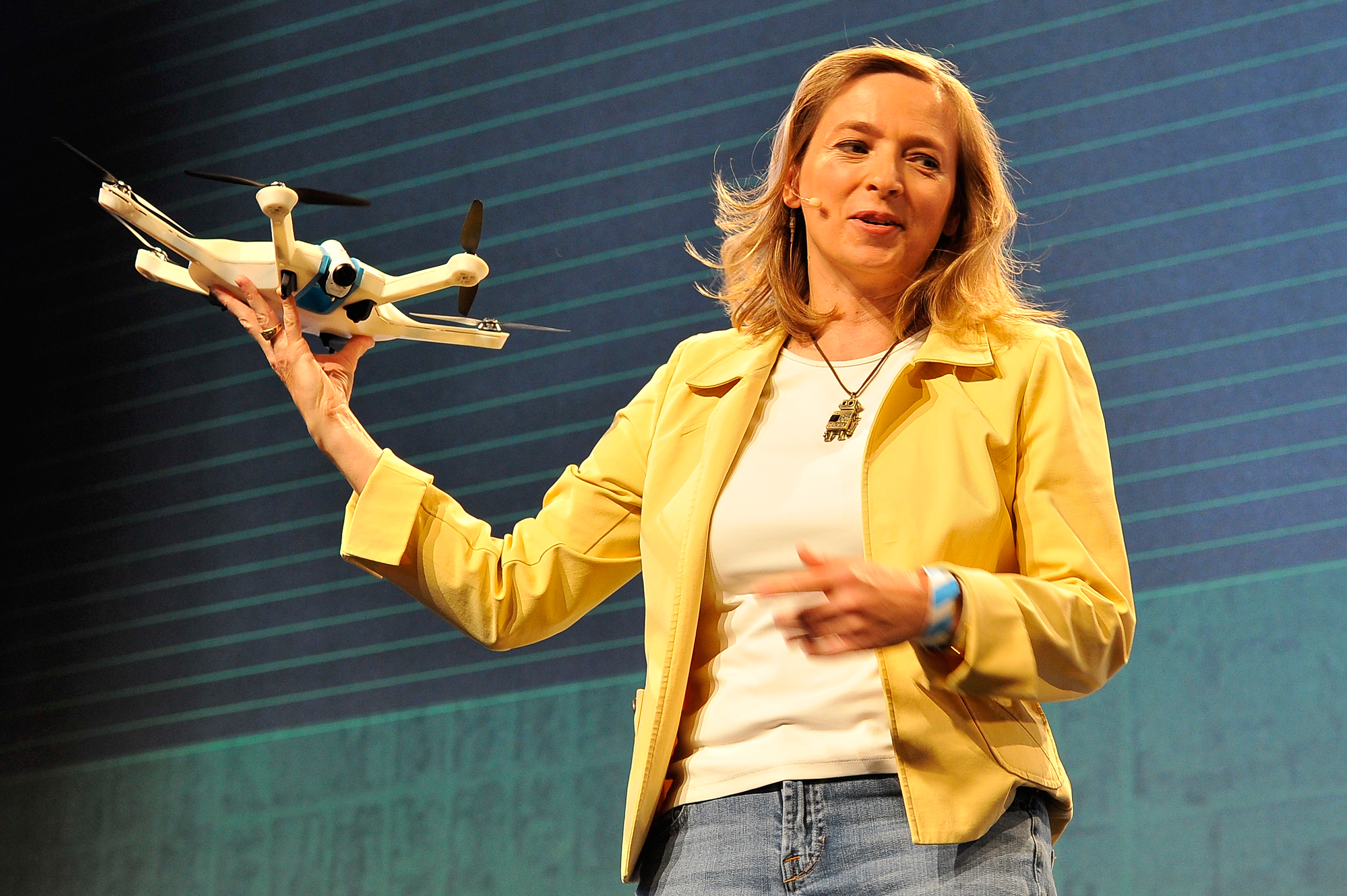
Helen Greiner hält eine Drohne während der TechCrunch Disrupt SF 2015 in San Francisco

Helen Greiner (* 6. Dezember 1967 in London) ist eine amerikanische Ingenieurin und Unternehmerin. Sie ist Mitbegründerin von iRobot und ehemalige CEO von CyPhy Work, einem Start-up-Unternehmen, das sich auf kleine Drohnen für den Verbraucher- und Militärmarkt spezialisiert hat. Helen Greiner ist derzeit CEO der Tertill Corporation.
Greiner wurde 2013 zum Mitglied der National Academy of Engineering gewählt, weil sie führend in der Konzeption, Entwicklung und Anwendung praktischer Roboter ist.

## Kindheit und Studium
Greiners Vater kam als Flüchtling aus Ungarn nach England und lernte seine Frau, Helens Mutter, am Imperial College London kennen. Als Helen fünf Jahre alt war, zog ihre Familie nach Southampton (New York), USA.
Im Alter von zehn Jahren sah sich Greiner den Film Krieg der Sterne an. Nach eigener Aussage wurde sie durch R2-D2 in dem Film inspiriert, mit Robotern zu arbeiten.
Greiner hat am Massachusetts Institute of Technology einen Bachelor-Abschluss in Maschinenbau und einen Master-Abschluss in Informatik erworben. Außerdem hat sie den Ehrendoktortitel des Worcester Polytechnic Institute (WPI) erhalten. Greiner hat auch die Ehrendoktorwürde der Clarkson University erhalten.

## Karriere
1990 war Greiner zusammen mit Rodney A. Brooks und Colin Angle Mitbegründerin von iRobot, einem Robotikunternehmen mit Hauptsitz in Bedford (Massachusetts), das Roboter auf den Verbrauchermarkt bringt. Sie war Mitgestalterin der ersten Version des Staubsaugerroboters Roomba.
Greiner war bis 2004 Präsidentin von iRobot und bis 2008 Vorsitzende. In ihrer Amtszeit brachte iRobot neben dem Staubsaugerroboter Roomba auch die Militärroboter PackBot und SUGV auf den Markt. Sie baute eine Kultur der praktischen Innovation auf, die zum Einsatz von 6.000 PackBots bei den Streitkräften der Vereinigten Staaten führte. Darüber hinaus leitete Greiner die Finanzierungsprojekte von iRobot und beschaffte 35 Mio. USD an Risikokapital für einen Börsengang mit 75 Mio. USD.
Sie hat am Jet Propulsion Laboratory der NASA und am MIT Artificial Intelligence Laboratory gearbeitet.
Im Jahr 2008 gründete Greiner das Unternehmen CyPhy Works, das die Multirotor-Drohnen Persistent Aerial Reconnaissance and Communications (PARC) und Pocket Flyer entwickelt hat. Sie war auch im Vorstand der Open Source Robotics Foundation (OSRF) tätig. Sie verließ das Unternehmen Ende 2017 und trat anschließend von ihrem Posten im Vorstand zurück, um eine umfassendere Aufgabe innerhalb der US-Armee zu unterstützen.
Seit 2018 arbeitet sie als Beraterin der United States Army im Office of the Assistant Secretary of the Army for Acquisition, Logistics and Technology (OASA(ALT)). Sie wurde am 4. Juni 2018 als hochqualifizierte Expertin für Robotik, autonome Systeme und künstliche Intelligenz (KI) für die Armee vereidigt.
Im September 2020 wurde Greiner zum CEO und Vorsitzenden des Gartenroboter-Startups Tertill ernannt.

## Auszeichnungen
Greiner wurde im Jahr 2000 vom Weltwirtschaftsforum als einer der "Global Leader of Tomorrow" aufgeführt.
Im Jahr 2003 wurden Greiner und der iRobot-Mitbegründer Colin Angle von Ernst and Young zu Unternehmern des Jahres in Neuengland ernannt. Im selben Jahr wurde Greiner vom Fortune Magazine zu einem der "Top Ten Innovators" ernannt.
Good Housekeeping kürte sie zur "Unternehmerin des Jahres" und die Harvard Kennedy School ernannte sie in Zusammenarbeit mit dem U.S. News & World Report zu einer der "America's Best Leaders".
Greiner wurde 2006 von der Association for Unmanned Vehicle Systems International (AUVSI) mit dem Pioneer Award ausgezeichnet.
Im Jahr 2007 wurde Greiner in die Women in Technology International Hall of Fame aufgenommen.
Für ihre Arbeit bei iRobot erhielt sie 2008 den Anita Borg Institute Women of Vision Award for Innovation. Außerdem wurde sie als eine der TR100 Innovators for the Next Century des Technology Review Magazine ausgezeichnet.
Greiner sprach 2013 bei TEDxBoston darüber, wie Roboter Leben retten können, indem sie Arbeiten übernehmen, die für Menschen entweder zu monoton oder zu gefährlich sind.
Auf der DEMO-Konferenz 2014 erhielt sie den DEMO God Award. Im Anschluss an diesen Erfolg wurde sie von US-Präsident Barack Obama und US-Handelsministerin Penny Pritzker zur Presidential Ambassador for Global Leadership (PAGE) ernannt.
Im Jahr 2018 wurde sie zur "Frau des Jahres" am Wentworth Institute of Technology ernannt.
Greiner war eine von mehreren Rednern beim GoFly Final Fly Off 2020 sein. Sie war die einzige Rednerin. Bei diesem Wettbewerb in Mountain View, Kalifornien, kämpfen Teams aus der ganzen Welt um Preise in Höhe von fast 2 Millionen Dollar.